# Hiroshi Hayano
Hiroshi Hayano (jap. 早野 宏史, Hayano Hiroshi; * 14. November 1955 in der Präfektur Kanagawa) ist ein ehemaliger japanischer Fußballspieler und -trainer.

## Karriere
Hayano erlernte das Fußballspielen in der Schulmannschaft der Ikuta High School und der Universitätsmannschaft der Chūō-Universität. Seinen ersten Vertrag unterschrieb er 1978 bei Nissan Motors. 1983 und 1984 wurde er mit dem Verein Vizemeister der Japan Soccer League. 1983 und 1985 gewann er mit dem Verein den Kaiserpokal. Für den Verein absolvierte er 79 Erstligaspiele. Ende 1985/86 beendete er seine Karriere als Fußballspieler.

## Erfolge
Nissan Motors
- Japan Soccer League

Vizemeister: 1983, 1984
- JSL Cup

Finalist: 1983, 1985
- Kaiserpokal

Sieger: 1983, 1985